# Исии, Коити
Коити Исии (яп. 石井 浩一 Исии Ко:ити, 9 июля 1964) — японский геймдизайнер и продюсер компьютерных игр, наиболее известный как создатель и бессменный руководитель серии ролевых игр Mana (Seiken Densetsu в Японии). 

## Биография
Присоединился к компании Square (ныне Square Enix) в 1987 году, где первое время принимал участие в разработке игр линейки Final Fantasy, а позже получил право создать свою собственную серию Mana — контролировал процесс разработки всех частей вплоть до 2006 года. Его авторству принадлежат дизайны таких вымышленных существ как чокобо и мугл, именно Исии впервые предложил использовать их в «Последней фантазии». Внёс свою лепту в создание некоторых игр серии SaGa, отрежиссировал многопользовательскую Final Fantasy XI.
На протяжении многих лет занимал должность начальника восьмого производственного отдела Square Enix, но в 2007 году после ряда неудачных проектов серии World of Mana покинул компанию. В апреле того же года основал собственную независимую студию Grezzo, которая известна по разработке таких игр как Line Attack Heroes и The Legend of Zelda: Ocarina of Time 3D. Порталом IGN поставлен на 97-е место в списке величайших разработчиков компьютерных игр всех времён.

## Участие в проектах
| Год  | Название                                | Роль                                    |
| ---- | --------------------------------------- | --------------------------------------- |
| 1987 | Final Fantasy                           | планирование, графика сражений          |
| 1988 | Final Fantasy II                        | геймдизайнер                            |
| 1989 | The Final Fantasy Legend                | сценарист                               |
| 1990 | Final Fantasy III                       | дизайн объектов                         |
| 1991 | Final Fantasy Adventure                 | режиссёр, дизайнер персонажей           |
| 1993 | Secret of Mana                          | режиссёр, геймдизайнер, дизайн монстров |
| 1995 | Seiken Densetsu 3                       | режиссёр, геймдизайнер                  |
| 1997 | SaGa Frontier                           | планирование                            |
| 1999 | Legend of Mana                          | режиссёр                                |
| 1999 | Chocobo Stallion                        | ответственный за графику                |
| 2002 | Final Fantasy XI                        | режиссёр                                |
| 2003 | Final Fantasy XI: Rise of the Zilart    | режиссёр                                |
| 2003 | Sword of Mana                           | продюсер, геймдизайнер, дизайн монстров |
| 2006 | Children of Mana                        | продюсер                                |
| 2006 | Dawn of Mana                            | режиссёр, продюсер                      |
| 2006 | Mario Hoops 3-on-3                      | ответственный за графику                |
| 2007 | Heroes of Mana                          | продюсер                                |
| 2010 | Line Attack Heroes                      | геймдизайнер                            |
| 2011 | The Legend of Zelda: Ocarina of Time 3D | продюсер                                |